# 657년

## 연호
- 당(唐) 현경(顯慶) 2년

## 기년
- 당(唐) 고종(高宗) 8년
- 신라(新羅) 태종무열왕(太宗武烈王) 4년
- 고구려(高句麗) 보장왕(寶臧王) 16년
- 백제(百濟) 의자왕(義慈王) 17년

## 사건
- 음력 1월, 백제, 의자왕의 서자(庶子) 41명에 벼슬을 내려 좌평으로 삼고 각각에게 식읍(食邑)을 주었다.
- 음력 4월, 백제, 크게 가물어 적지(赤地)가 되었다.
- 7월 30일 - 교황 비탈리아노, 76대 로마 교황으로 취임

## 사망
- 6월 2일 - 제75대 교황 에우제니오 1세

## 참고 문헌
- 김부식 (1145), 《삼국사기》  〈권28 백제본기 제육(百濟本紀第六) 의자왕(위키문헌 번역본)〉  /(국사편찬위원회 > 한국사데이타베이스 번역본)